# 扁身貓海鯰
扁身貓海鯰為輻鰭魚綱鯰形目海鯰科的其中一種，分布於亞洲新幾內亞及澳洲北部的淡水、半鹹水水域，體長可達35公分，棲息在淺水泥灘、河口區，屬肉食性。

## 擴展閱讀
維基物種上的相關：扁身貓海鯰